# Typhoon (videogioco 1987 arcade)
Typhoon, titolo originale Ajax, A Jax o A-Jax, è un videogioco arcade sparatutto pubblicato nel 1987 dalla Konami, che alterna fasi bidimensionali a scorrimento verticale con un elicottero e fasi tridimensionali con un jet.
Conversioni per i computer a 8 bit Amstrad CPC, Commodore 64 e ZX Spectrum vennero pubblicate nel 1988 dalla Imagine Software, all'epoca un'etichetta appartenente alla Ocean Software. Nel 1989 la Konami pubblicò anche conversioni per i computer a 16 bit MS-DOS e Sharp X68000.
Typhoon è il titolo della versione arcade europea e delle conversioni della Imagine. Ajax è il titolo degli arcade giapponesi e americani e delle conversioni a 16 bit. Per la forma del logo, questo titolo viene anche interpretato come A Jax; in effetti è scritto esplicitamente con spazio nel testo del volantino dell'arcade giapponese, ma nel manuale dell'arcade americano e nella versione DOS il marchio registrato è senza spazio. Il titolo A-Jax è usato sulla confezione per X68000 (anche traslitterato エー・ジャックス) e nella versione arcade emulata per piattaforme moderne, presente nella serie Arcade Archives.
Ajax e Typhoon differiscono per l'ordine in cui si affrontano i livelli. 

## Modalità di gioco
Typhoon/Ajax è uno sparatutto per giocatore singolo che, a seconda del livello, mette alla guida di un jet o di un elicottero.
Il jet si pilota con visuale in prospettiva tridimensionale da dietro l'aereo, nello stile del più noto After Burner, ma con tecnica e animazione più semplice; il giocatore può muovere il jet su tutto lo schermo mentre avanza lungo un percorso fisso in direzione perpendicolare allo schermo. Nella versione arcade ci sono anche effetti di rotazione dell'immagine di sfondo, per simulare la rotazione su sé stesso del jet. Non ci sono armi speciali e si può soltanto sparare in avanti.
L'elicottero si pilota invece in un più tradizionale shoot 'em up, con visuale dall'alto e scorrimento verticale continuo verso l'alto. L'elicottero si può muovere su tutto lo schermo, restando sempre rivolto verso l'alto, e può sparare sia proiettili antiaerei in avanti, sia bombe verso i bersagli di terra. Le bombe si comandano con un tasto separato e il punto in cui cadranno, poco più avanti dell'elicottero, è indicato da un mirino. Solo in elicottero si possono raccogliere diversi tipi di power-up per le armi, inoltre si ha a disposizione una singola smart bomb per vita/livello.
I nemici hanno sia armamenti ordinari, come aerei, elicotteri e navi da guerra, sia armamenti fantascientifici come grandi astronavi. I colpi o gli scontri con i nemici causano la perdita istantanea di una vita. Ci sono in tutto 8 livelli, tre in jet e cinque in elicottero, ciascuno con un differente boss finale. Gli scenari sono variabili, di terra e di mare, mentre l'ultimo scontro è nello spazio. L'ordine dei livelli cambia tra le versioni Ajax (arcade originale e 16 bit) e Typhoon (arcade europeo e 8 bit), in particolare Ajax inizia con un livello in elicottero e Typhoon con uno in aereo. Solo nelle conversioni per Amstrad e Spectrum mancano alcuni degli 8 livelli, tra cui quello nello spazio.